# ۳۹ گاوران
۳۹ گاوران یک ستاره است که در صورت فلکی گاوران قرار دارد.